# Шах-султанија (ћерка Селима II)
Шах султанија је била ћерка Селима II.

## Први брак
У почетку се претпостављало да је Шах-султанија ћерка султаније Нурбану, али је утврђено да ипак Нурбану није била њена мајка. 1. августа 1562. године удала зе за соколара Хасан-агу, с којим није имала потомство.

## Други брак
Након смрти Хасан-аге 13. јануара 1574, удаје се следеће године за Зал Махмут-пашу. Извори тврде да је овај брак био заснован на љубави.

## Смрт
Према легенди, Шах султанија и Зал Махмуд су се обоје разболели у јесен 1577. године, заједно лежали на самртној постељи и истог тренутка издахнули. Међутим, стварност је мање поетична, јер је Зал Махмуд-паша умро 12 дана након Шах султаније. Обоје су положени у заједнички изграђени комплекс џамије Зал Махмуд-паше.

## Деца
Султанија Шах је из првог или другог брака имала ћерку непознатог имена (рођена 1576), удату за Абдал-хана, намесника Битлиса. Имала је два сина из брака. Умрла је 1660. године.